# رنا العظم
رنا العظم  (31 ديسمبر 1985 -)، ممثلة سورية. 

## عن حياتها
فنانة سورية طموحة بدأت خطواتها الأولى في عالم التمثيل بثقة عالية وتميزت في معظم الأدوار التي لعبتها في درامانا السورية، بدءاً من أحلام كبيرة للمخرج حاتم علي ومن ثم في الأعمال التلفزيونية الأخرى التي تتالت بعده ومنها: جوز الست مع أيمن زيدان وسوزان نجم الدين والتغريبة الفلسطينية، وأشواك ناعمة وأمهات